# Онсдорф
Онсдорф (нем. Onsdorf) — община в Германии, в земле Рейнланд-Пфальц. 
Входит в состав района Трир-Саарбург. Подчиняется управлению Конц.  Население составляет 147 человек (на 31 декабря 2010 года). Занимает площадь 3,42 км².